# Luigi Molfino
Luigi Molfino (Lugano, 22 maggio 1916 – Milano, 27 luglio 2012) è stato un organista, compositore e direttore di coro italiano.

## Biografia
Si è formato presso il Conservatorio Giuseppe Verdi di Milano dove ha conseguito i diplomi di Stato di organo, Musica corale, Polifonia vocale e Direzione di coro, Composizione e Polifonia vocale.
Dal 1938 al 1941 è stato maestro organista dell'orchestra della Scala e contemporaneamente della basilica di San Fedele in Milano. Dal 1957 al 1960 ha assunto l’incarico di direttore del coro del teatro Carlo Felice di Genova.
Dal 1974 al 1986 già allievo e tirocinante di Galliera, ha assunto incarico della cattedra di Organo e composizione organistica presso il Conservatorio italiano di Stato Giuseppe Verdi di Milano e di armonia, composizione e organo presso il Pontificio Istituto Ambrosiano di Musica Sacra di cui successivamente sarà preside Milano.
Autore di letteratura musicale vocale e corale di ispirazione sacra e di varie composizioni organistiche, le sue opere sono edite da Carisch e Carrara. Tuttavia rimangon circolanti manoscritti tra gli allievi.
È deceduto il 27 luglio 2012 all'età di 96 anni a Milano presso il Pio Albergo Trivulzio, dove da anni era ricoverato.